# فراي أوتو

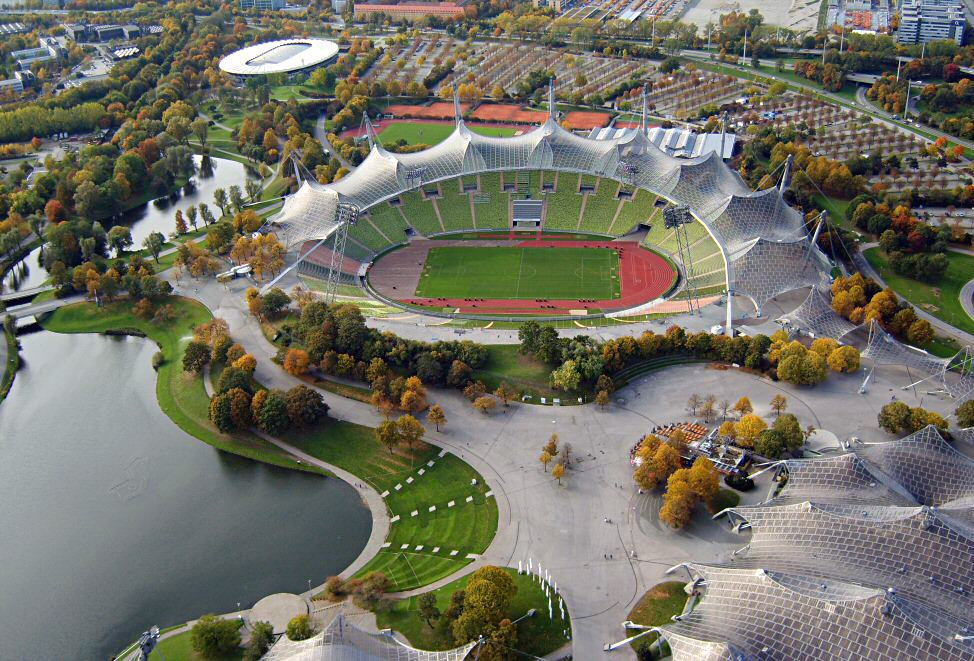
ملعب ميونخ الأولمبي

فراي أوتو (1925 - 2015) (بالألمانية: Frei Otto) معماري ومهندس إنشائي ألماني، قام بتصميم عدة مشاريع عالمية منها ملعب ميونخ الأولمبي في ميونخ، ألمانيا عام 1972، ومبنى الجناح الألماني في معرض أكسبو 67 في مونتريال، كندا،  فاز بجائزة الوسام الذهبي الملكي عام 2006 وحاز بِجائزة بريتزكر في 2015.

## قائمة المباني
قائمة بعض المباني التي صممها فراي اوتو:
- 1967 – بافليون ألمانيا الغربية، اكسبو 67 كندا
- 1972 – سطح الملعب الاولمبي في ميونخ
- 1985 – قصر طويق، السعودية، مع بورو هابولد.
- 2000 – هيكل سطح الباڤيليون الياباني في اكسبو 2000 هانوفر، ألمانيا (بمساعدة هندسية من بورو هابولد وتعاون معماري مع شيكرو بان)

## روابط خارجية
- فراي أوتو على موقع الموسوعة البريطانية (الإنجليزية)
- فراي أوتو على موقع مونزينجر (الألمانية)